# PKP řada Tr21

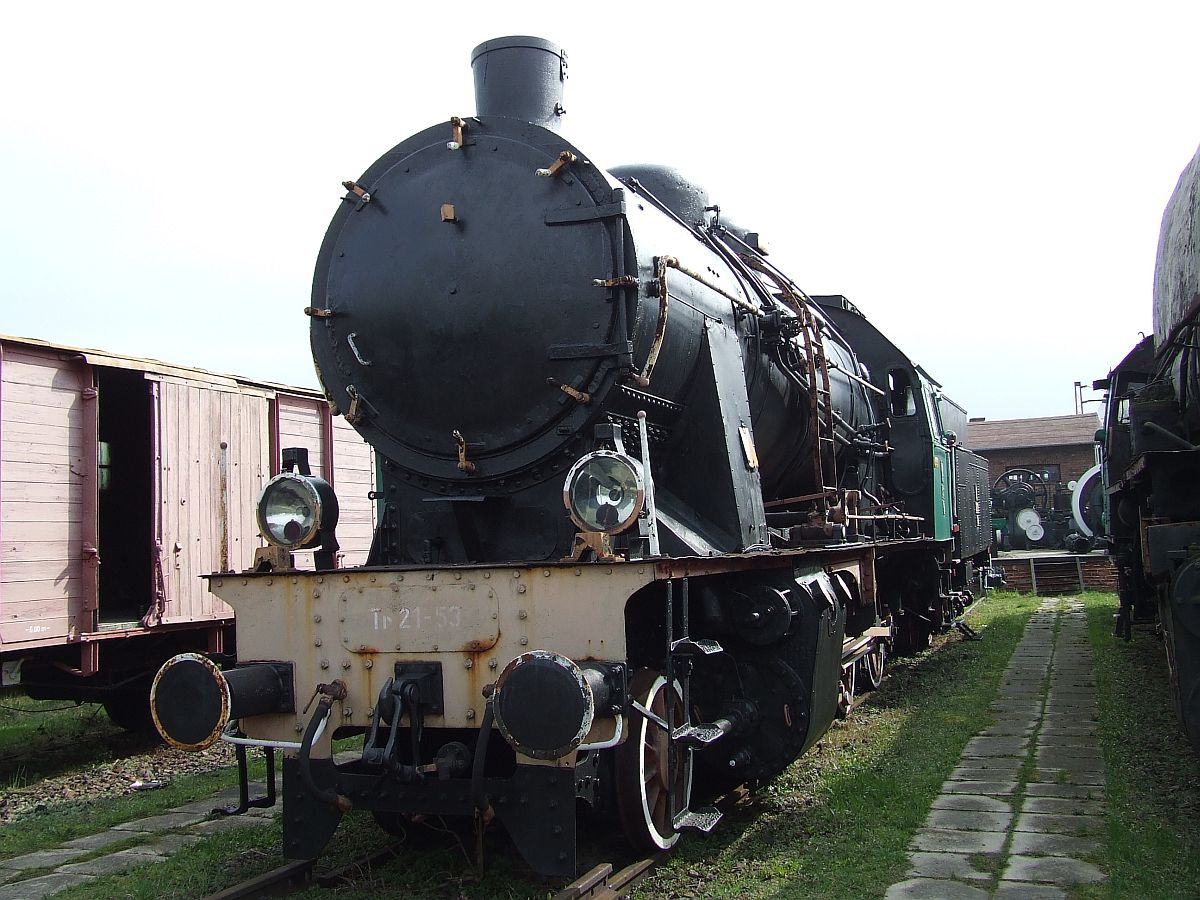
Lokomotiva Tr21

Tr21 je polská parní lokomotiva, vyráběná v letech 1922 až 1925 v továrně Fablok (polsky Pierwsza Fabryka Lokomotyw w Polsce Sp. Akc.), v Chrzanově. Lokomotivy tohoto typu byly používány především k přepravě zboží při výrobě a zpracování uhlí. Bylo vyrobeno 148 kusů.